# Румен Панайотов
Румен Георгиев Панайотов е бивш футболист, централен полузащитник. Играл е за Ком (Берковица), Монтана, Славия, Спартак (Плевен), Янтра, Беласица, Расово и китайските отбори Киячи и Ху Бей.

## Биография
Роден е на 28 ноември 1968 г. в Михайловград (дн. Монтана). Висок е 1,78, тежи 76 кг. Бронзов медалист през 1997 г. със Славия. Финалист за Купата на ПФЛ през 1996 г. с Монтана. В A група е изиграл 153 мача и е вкарал 32 гола. Има 4 мача и 2 гола за купата на УЕФА. Изпълнителен директор на Монтана.

## Статистика по сезони
- Ком (Берк) – 1987/88 - В група, 11 мача/3 гола
- Монтана – 1988/89 - В група, 17/5
- Монтана – 1989/90 - Б група, 24/7
- Монтана – 1990/91 – Б група, 32/11
- Монтана – 1991/92 – Б група, 36/9
- Монтана – 1992/93 – Б група, 37/16
- Монтана – 1993/94 – Б група, 25/10
- Монтана – 1994/95 - A група, 25/8
- Монтана – 1995/96 – A група, 27/6
- Славия – 1996/97 – A група, 26/5
- Славия – 1997/ес. – A група, 14/1
- Киячи – 1998/пр. - Китайска Суперлига, 15/6
- Славия – 1998/99 – A група, 21/4
- Славия – 1999/ес. – A група, 7/1
- Ху Бей – 2000/пр. – Китайска Суперлига, 15/6
- Спартак (Пл) – 2000/01 – Б група, 26/6
- Спартак (Пл) – 2001/02 – A група, 30/3
- Янтра – 2002/03 – Б група, 12/1
- Расово – 2003/ес. – В група, 14/5
- Беласица – 2004/пр. – A група, 9/1
- Беласица – 2004/05 – A група, 16/2